# Spindelvävshinnan
Spindelvävshinnan (även kallad araknoidea, arachnoidea eller araknoidalhinnan) är den mellersta hjärnhinnan av de tre som är till för att skydda hjärnan mot skador. Hinnan har fått sitt namn eftersom den liknar spindelväv. 
Spindelvävshinnan ligger mellan hårda hjärnhinnan (ytterst) och mjuka hjärnhinnan. Mellan hjärnhinnorna finns cerebrospinalvätska.